# Coupe du monde masculine de hockey sur gazon 1975
Navigation
Édition précédente Édition suivante
La 3e édition de la coupe du monde de hockey sur gazon a lieu du 1er au 15 mars 1975 à Kuala Lumpur en Malaisie.

## Nations participant
| EHF 5 places | PAHF 1 places                                                  | AfHF 1 places                                                                  |
| Allemagne : 3e phase finale Espagne : 3e phase finale Pays-Bas T : 3e phase finale Angleterre : 2e phase finale Pologne : 1re phase finale | Argentine : 3e phase finale                                    | Ghana : 1re phase finale                                                       |
| Allemagne : 3e phase finale Espagne : 3e phase finale Pays-Bas T : 3e phase finale Angleterre : 2e phase finale Pologne : 1re phase finale | OHF 2 places                                                   | AHF 3 places                                                                   |
| Allemagne : 3e phase finale Espagne : 3e phase finale Pays-Bas T : 3e phase finale Angleterre : 2e phase finale Pologne : 1re phase finale | Australie : 2e phase finale Nouvelle-Zélande : 2e phase finale | Inde : 3e phase finale Pakistan : 3e phase finale Malaisie H : 2e phase finale |

## Tour préliminaire

### Poule A
| Équipe           | PJ | V | N | D | BP | BC | Diff | Pts |
| ---------------- | -- | - | - | - | -- | -- | ---- | --- |
| Pakistan         | 5  | 3 | 2 | 0 | 14 | 6  | 8    | 8   |
| Malaisie         | 5  | 2 | 2 | 1 | 6  | 4  | 2    | 6   |
| Nouvelle-Zélande | 5  | 2 | 1 | 2 | 5  | 6  | −1   | 5   |
| Espagne          | 5  | 2 | 1 | 2 | 5  | 9  | −4   | 5   |
| Pays-Bas         | 5  | 1 | 1 | 3 | 9  | 9  | 0    | 3   |
| Pologne          | 5  | 1 | 1 | 3 | 8  | 13 | −5   | 3   |

### Poule B
| Équipe               | PJ | V | N | D | BP | BC | Diff | Pts |
| -------------------- | -- | - | - | - | -- | -- | ---- | --- |
| Inde                 | 5  | 3 | 1 | 1 | 14 | 5  | 9    | 7   |
| Allemagne de l'Ouest | 5  | 3 | 1 | 1 | 13 | 9  | 4    | 7   |
| Australie            | 5  | 2 | 2 | 1 | 16 | 6  | 10   | 6   |
| Angleterre           | 5  | 2 | 1 | 2 | 13 | 10 | 3    | 5   |
| Argentine            | 5  | 2 | 1 | 2 | 9  | 12 | −3   | 5   |
| Ghana                | 5  | 0 | 0 | 5 | 4  | 27 | −23  | 0   |

## Phase finale
|  | Demi-finales         | Demi-finales |                        |   | Finale       | Finale       |
|  | Demi-finales         | Demi-finales |                        |   | Finale       | Finale       |
|  |                      |              |                        |   |              |              |
|  | 13 mars 1975         | 13 mars 1975 |                        |   | 15 mars 1975 | 15 mars 1975 |
|  | 13 mars 1975         | 13 mars 1975 |                        |   | 15 mars 1975 | 15 mars 1975 |
|  | Pakistan             | 5            |                        |   | 15 mars 1975 | 15 mars 1975 |
|  | Pakistan             | 5            |                        |   | 15 mars 1975 | 15 mars 1975 |
|  | Allemagne de l'Ouest | 1            |                        |   | 15 mars 1975 | 15 mars 1975 |
|  | Allemagne de l'Ouest | 1            | Pakistan               | 1 |              |              |
|  | 13 mars 1975         |              | Pakistan               | 1 |              |              |
|  |                      | Inde         | 2                      |   |              |              |
|  | Inde                 | Inde         | 2                      | 3 |              |              |
|  | Inde                 |              |                        | 3 |              |              |
|  | Malaisie             | 2            |                        |   |              |              |
|  | Malaisie             | 2            | Match pour la 3e place |   |              |              |
|  |                      |              |                        |   |              |              |
|  | 15 mars 1975         |              |                        |   |              |              |
|  |                      |              |                        |   |              |              |
|  | Allemagne de l'Ouest | 4            |                        |   |              |              |
|  | Allemagne de l'Ouest | 4            |                        |   |              |              |
|  | Malaisie             | 0            |                        |   |              |              |
|  | Malaisie             | 0            |                        |   |              |              |

## Nombre d'équipes par confédération et par tour
| Confédération | Phase de groupes                                           | Demi-finales             | Finale (dont champion) |
| ------------- | ---------------------------------------------------------- | ------------------------ | ---------------------- |
| AHF           | 3 Pakistan Malaisie Inde                                   | 3 Pakistan Malaisie Inde | 2(1) Inde Pakistan     |
| EHF           | 5 Espagne Pays-Bas Pologne Allemagne de l'Ouest Angleterre | 1 Allemagne de l'Ouest   | aucun                  |
| OHF           | 2 Nouvelle-Zélande Australie                               | aucun                    | aucun                  |
| AfHF          | 1 Ghana                                                    | aucun                    | aucun                  |
| PAHF          | 1 Argentine                                                | aucun                    | aucun                  |
| Total         | 10                                                         | 4                        | 2 (1)                  |